# Johan Kuiper
Johan Kuiper (Arnhem, 27 september 1987) is een Nederlandse schrijver en programmamaker.
Hij studeerde geschiedenis aan de Universiteit van Amsterdam. Kuiper schreef o.a. voor Tirade en De Revisor, en is voorzitter van het Harry Mulisch Huis. Hij is een kenner van het werk van Harry Mulisch en stelde in 2020 met Kitty Saal de bundel Ik kan niet dood zijn samen, met werk van Mulisch. Met Daan Doesborgh en Stefanie Liebreks maakte hij de podcast De Mulisch-tapes.
In 2023 verscheen De kleine Napoleon, biografie van een mythe bij Uitgeverij Atlas Contact over Napoleon. De kleine Napoleon verscheen ook als e-book en luisterboek.